# Psittacus
Psittacus – rodzaj ptaków z podrodziny papug afrykańskich (Psittacinae) w obrębie rodziny papugowatych (Psittacidae).

## Rozmieszczenie geograficzne
Rodzaj obejmuje gatunki występujące w zachodniej i środkowej Afryce.

## Morfologia
Długość ciała 28–39 cm (długość skrzydła 203–257 mm, długość ogona 74–100 mm, długość skoku 22–27,1 mm, długość dzioba 29–37 mm); masa ciała 402–490 g.

## Systematyka
Rodzaj zdefiniował w 1758 roku szwedzki przyrodnik Karol Linneusz w publikacji własnego autorstwa poświęconej systematyce królestwa zwierząt. Linneusz wymienił ponad trzydzieści gatunków – Psittacus Macao, Psittacus Ararauna, Psittacus obscurus (nomen dubium), Psittacus nobilis, Psittacus severus, Psittacus borneus, Psittacus solstitialis, Psittacus carolinensis, Psittacus alexandri, Psittacus pertinax, Psittacus canicularis, Psittacus æruginosus, Psittacus rufirostris (nomen dubium), Psittacus ornatus, Psittacus agilis, Psittacus cristatus (nomen dubium), Psittacus niger, Psittacus sordidus, Psittacus erythroleucus (= Psittacus erithacus), Psittacus erithacus, Psittacus garrulus, Psittacus auroræ (nomen dubium), Psittacus Domicella, Psittacus lory, Psittacus cærulocephalus (nomen dubium), Psittacus leucocephalus, Psittacus æstivus, Psittacus paradisi (nomen dubium), Psittacus festivus, Psittacus brasiliensis, Psittacus autumnalis, Psittacus accipitrinus, Psittacus melanocephalus, Psittacus collarius, Psittacus pullarius, Psittacus Galgulus i Psittacus passerinus – z których gatunkiem typowym jest (późniejsze oznaczenie) Psittacus erithacus (żako większa).

### Etymologia
- Psittacus (Psitcacus, Psittica): łac. psittacus ‘papuga’, od gr. ψιττακος psittakos ‘papuga’[8].
- Jaco: francuska nazwa Jaco dla żako[9]. Gatunek typowy (oznaczenie monotypowe): „Le perroquet gris” z Cuviera (= Psittacus erithacus Linnaeus, 1758).
- Rhodurus: gr. ῥοδον rhodon ‘róża’; ουρα oura ‘ogon’[10].

### Podział systematyczny
Do rodzaju należą następujące gatunki:
- Psittacus timneh Fraser, 1844 – żako mniejsza
- Psittacus erithacus Linnaeus, 1758 – żako większa